# Uwaga! Szpieg
Uwaga! Szpieg – nieukończony polski film fabularny z 1939 roku w reżyserii Eugeniusza Bodo. Produkcja, inspirowana anty-nazistowskim filmem amerykańskim Zeznanie szpiega (1939), została ostatecznie przerwana z powodu wybuchu II wojny światowej.
Zdjęcia plenerowe do filmu rozpoczęto w sierpniu 1939 na linii Hel–Gdynia. Według zachowanych informacji, Uwaga! Szpieg opowiadać miał o polskich agentach dekonspirujących pracę tajnego wywiadu III Rzeszy. Akcja filmu miała być wartka i dynamiczna, ale jednocześnie banalna i jednowymiarowa, natomiast wymowa polityczna była znacznie osłabiona z powodu rozbudowania wątku przygodowego.

## Obsada
- Eugeniusz Bodo – agent polskiego wywiadu
- Helena Grossówna – agentka polskiego wywiadu
- Nina Andryczówna – niemiecki szpieg
- Włodzisław Ziembiński – niemiecki szpieg

## Produkcja

### Preprodukcja
Z inicjatywą zrobienia filmu Uwaga! Szpieg wyszedł jego reżyser i aktor Eugeniusz Bodo, pragnący stworzyć dzieło analogiczne do cieszącego się dużym powodzeniem amerykańskiego filmu Zeznanie szpiega (1939). Nie będąc jednak zdolnym do dobrania odpowiedniego tematu z powodu przyzwyczajenia polskich filmowców do tworzenia głównie komedii romantycznych, z pomocą przyszedł mu przyjaciel – dziennikarz i scenarzysta Napoleon Sądek, z którym wspólnie wpadli na pomysł zrealizowania obrazu antyfaszystowskiego pomimo braku doświadczenia aktora w występowaniu w filmach o podobnej tematyce.
Zapytany podczas przesłuchania uzupełniającego w Butyrkach w październiku 1942, Bodo powiedział o produkcji Szpiega:

Powiedziałem [Sądkowi], że osobiście nie wiem, jak zabrać się do pisania scenariusza. Ale przyszedł do nas prokurator [przysłany przez centralne biuro kinematografii] i zaczął nam pomagać w tej sprawie. Nazwiska prokuratora nie pamiętam.
[...] W tym filmie grałem rolę oficera służby kontrwywiadowczej, która demaskuje szpiegów.

Pierwsza informacja prasowa o przystąpieniu do produkcji filmu Uwaga! Szpieg znalazła się w ilustrowanym czasopiśmie „Wiadomości filmowe” 15 lipca 1939, w którym informowano czytelników, iż wytwórnia filmowa Rex-Film "już" przystąpiła do realizacji obrazu. Według dopisku poniżej, zdjęcia atelierowe zaplanowano na sierpień tego samego roku. Ogłoszono także powierzenie dwóch głównych ról Eugeniuszowi Bodo i Helenie Grossównie, oraz Bodo jako reżysera filmu. 30 lipca także tygodnik „Kino” zamieścił dla nadchodzącego filmu reklamę, informując:

W najbliższym czasie rozpoczną się zdjęcia do dramatu szpiegowskiego: „Uwaga – szpieg!”. Role główne objęli Helena Grossówna i Eugeniusz Bodo. Jest to film na czasie, a realizację jego przypisać należy prawdopodobnie powodzeniu filmu amerykańskiego „Zeznanie szpiega” wyświetlanego właśnie w Warszawie. Film będzie reżyserował – Bodo.

Następnie, 26 sierpnia, „Kurjer Poranny” poinformował o obsadzeniu w filmie debiutantki – Niny Andryczównej (znanej po wojnie jako Nina Andrycz) w nieokreślonej jeszcze wówczas roli.

### Zdjęcia plenerowe

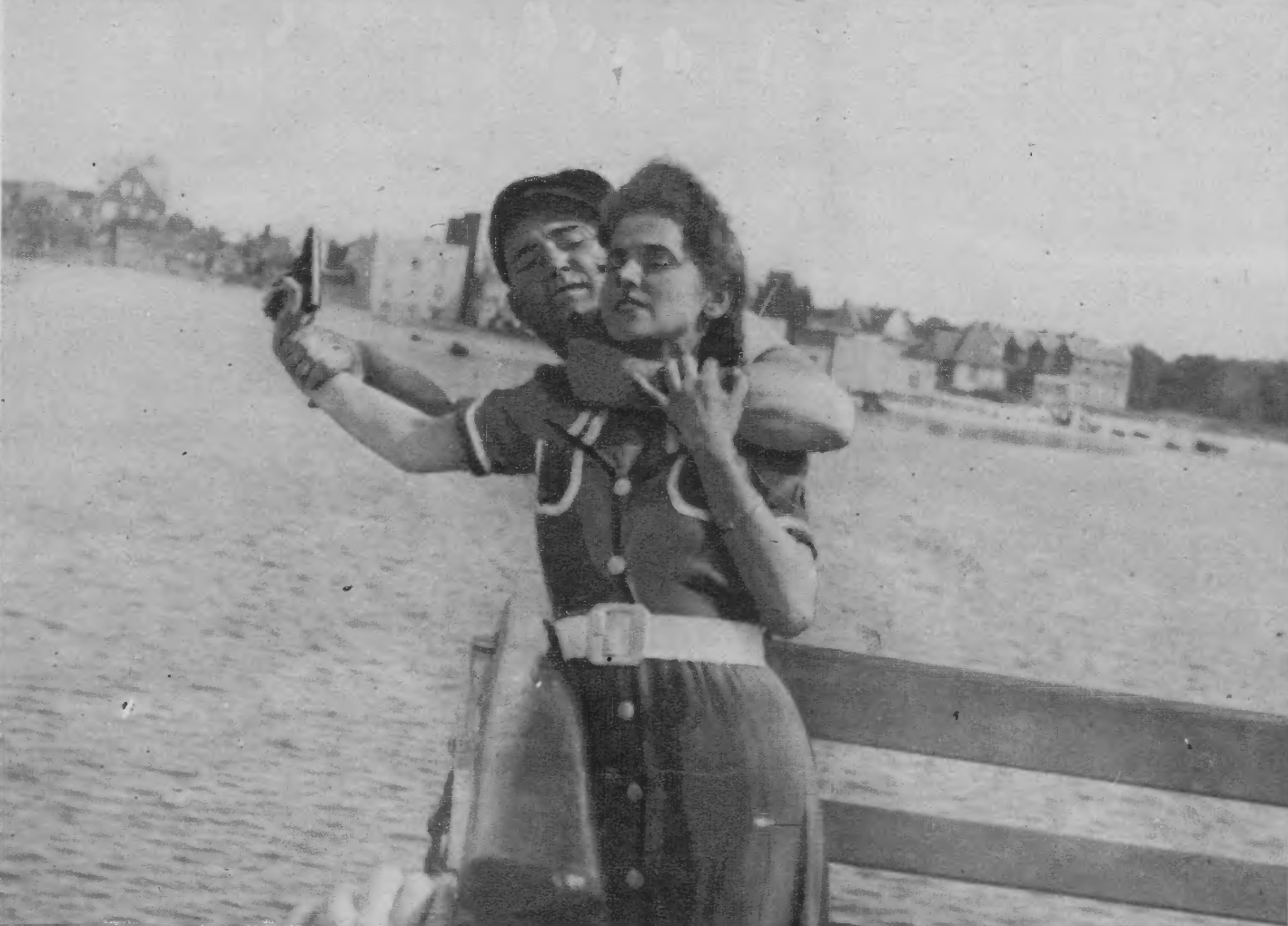
Fotos przedstawiający Helenę Grossównę na statku „Jadwiga” w scenie filmu.

Zdjęcia do filmu rozpoczęły się w okolicach Gdyni, na samym początku sierpnia 1939 roku. W momencie odwiedzin jego planu zdjęciowego przez anonimowego dziennikarza relacjonującego dla czasopisma „Kino”, film Uwaga! Szpieg rozpoczynał właśnie zdjęcia plenerowe. Szereg pierwszych scen nakręcono na statku Żeglugi Polskiej „Jadwiga”, kursującym na odcinku między Gdynią a Półwyspem Helskim. Redaktor napisał:

Wytwórnia [Rex-Film] wynajęła statek, gdzie właśnie zgodnie ze scenariuszem miały się rozegrać najbardziej emocjonujące sceny pościgu niemieckiej bandy dywersantów przez polskie władze. Niezależnie jednak od filmu – „Jadwiga”, zgodnie z rozkładem jazdy – odbywała swój normalny kurs na Hel. Można sobie wyobrazić radość i zaciekawienie letników, którzy akurat byli pasażerami „Jadwigi” gdy pozwolono im przyglądać się zdjęciom.

Następnie, anonimowy dziennikarz, posługujący się jedynie inicjałem „S.”, w swojej relacji objaśnił role odgrywane przez aktorów, wymieniając w tym nieobecnego w dotychczasowych reklamach Włodzisława Ziembińskiego.

Oto i oni, usmarowani na brązowo ciemną szminką: „wywiad obcy”: Nina Andryczówna i Włodzisław Ziembiński oraz polski: Helena Grossówna i Eugeniusz Bodo, który jest również reżyserem.

Nina Andryczówna przeżywa ogromne emocje, jest to bowiem jej pierwszy film w życiu. Piękna Solange z „Lata w Nohant” – nic dziś jeszcze nie jadła (z tremy!) i z trwogą oczekuje zdjęć atelierowych.

Wraz z czterema fotosami, owa relacja opublikowana została 3 sierpnia 1939 w ilustrowanym tygodniku „Kino”, w artykule p.t. „Na statku dywersantów”, i jest najbogatszym w informacje o produkcji obrazu Uwaga! Szpieg zachowanym wycinkiem prasowym.
Niespełna miesiąc później, produkcja filmu została w niejasnych okolicznościach przerwana przez poprzedzającą II wojnę światową kampanię wrześniową. Zarówno scenariusz, nakręcone sceny, jak i większość fotosów najprawdopodobniej zaginęły.